# Rachiplusia certa
Rachiplusia certa är en fjärilsart som beskrevs av Walker 1957. Rachiplusia certa ingår i släktet Rachiplusia och familjen nattflyn. Inga underarter finns listade.